# كارولين كاتز
كارولين كاتز (بالإنجليزية: Caroline Catz)‏ مواليد 19 أكتوبر 1969 في مانشستر، هي ممثلة إنجليزية بدأت مسيرتها الفنية عام 1992.

## الأعمال
- 2004-الحالي: دكتور مارتن (الدور: لويزا غلاسون)

## وصلات خارجية
- كارولين كاتز على موقع IMDb (الإنجليزية)
- كارولين كاتز على موقع ألو سيني (الفرنسية)
- كارولين كاتز على موقع قاعدة بيانات الفيلم (الإنجليزية)